# Archiwum Uniwersytetu Jagiellońskiego
Archiwum Uniwersytetu Jagiellońskiego – pozawydziałowa jednostka Uniwersytetu Jagiellońskiego, która ma za zadanie przechowywanie, opracowywanie i udostępnianie dokumentacji oraz materiałów związanych z historią UJ oraz z krakowskim ośrodkiem naukowym, w tym akt wytworzonych na UJ. Archiwum prowadzi badania nad dziejami Uniwersytetu Jagiellońskiego, nadzoruje narastający zasób dokumentacji UJ, prowadzi kancelarię i kształci nowych archiwistów. Siedziba Archiwum znajduje się w gmachu Biblioteki Jagiellońskiej.

## Struktura organizacyjna
Na Archiwum składają się: czytelnia, biblioteka, oddział akt dawnych, oddział akt nowych, oddział akt Collegium Medicum, oddział dokumentacji prasowej, oddział digitalizacji, oddział konserwacji i oddział badań dziejów Uniwersytetu Jagiellońskiego.

## Zbiory
W Oddziale Akt Dawnych Archiwum UJ (dawniej nazywanym działem staropolskim) przechowywane są źródła Uniwersytetu Krakowskiego od jego fundacji w okresie średniowiecza (lata 1364 i 1400), przez okres nowożytny i reformę Kołłątajowską (1780) aż do końca istnienia I Rzeczypospolitej (1795). Zbiory w Oddziale Akt Dawnych Archiwum UJ są podzielone na trzy zespoły: dokumentów pergaminowych, rękopisów i akt papierowych. Zbiory zajmują pomieszczenia pełniące funkcję magazynu, muzeum i pracowni naukowej. Zbiór dokumentów pergaminowych obejmuje osiemset jednostek z lat 1274–1833. W oddziale przechowywane są pomoce archiwalne z początku XIX w. oraz księgi urzędowe. Wśród rękopisów przechowywanych w oddziale są statuty Uniwersytetu, wydziałów, kolegiów i burs, akta sądu rektorskiego, uchwały profesorów Uniwersytetu i kolegiów, księgi pilności, metryki burs, akta Szkół Nowodworskich i Szkoły mariackiej, zbiory korespondencji urzędowej, księga testamentów profesorów.

## Dyrektorzy
- Krzysztof Stopka
- Krzysztof Ożóg (od 2012)

## Rada archiwalna
W skład rady archiwalnej kadencji 2024–2028 weszli: Przemysław Żukowski (dyrektor archiwum – przewodniczący rady); Paweł Cichoń, Marcin Karas, Konrad Wnęk, Władimir Miakiszew, Zofia Zarębianka, Dorota Antosiewicz, Zenon Jabłoński, Magdalena Kurdziel, Piotr Köhler, Anna Gruca, Renata Król-Mazur, Jarosław Czyż, Małgorzata Perier-Włodarska, Ryszard Gryglewski, Agnieszka Rzepiela, Marcin Kapka, Igor Waligórski (Archiwum Uniwersytetu Jagiellońskiego).